# Jürgen Klopp
Jürgen Norbert Klopp (Stoccarda, 16 giugno 1967) è un allenatore di calcio, dirigente sportivo ed ex calciatore tedesco, di ruolo difensore, coordinatore delle attività calcistiche del gruppo Red Bull.
Dopo aver chiuso nel 2001 una modesta carriera da calciatore che lo ha visto militare sempre nel Magonza, ha intrapreso quella da allenatore, guidando prima lo stesso Magonza e poi il Borussia Dortmund e il Liverpool. Con il Borussia Dortmund ha vinto due campionati tedeschi, una Coppa di Germania e due Supercoppe di Germania, mentre alla guida dei Reds ha vinto un campionato inglese, una Coppa d'Inghilterra, due Coppe di Lega inglese, una Supercoppa inglese, una UEFA Champions League, una Supercoppa UEFA e una Coppa del mondo per club FIFA.
Considerato uno dei migliori allenatori della sua generazione, è stato soprannominato Kloppo fin dai tempi del Magonza, mentre a Liverpool è chiamato Normal One, come lui stesso si è definito per contrapporsi al portoghese José Mourinho (noto come Special One).

## Biografia
Nato a Stoccarda da Norbert Klopp, uomo d'affari ed ex calciatore di ruolo portiere, cresce a Glatten, villaggio della Foresta Nera nei pressi di Freudenstadt, con due sorelle più grandi. 
Nel 2005 Klopp è stato ingaggiato dalla rete televisiva tedesca ZDF, in qualità di esperto, per commentare le partite della nazionale tedesca; ha ricoperto questo ruolo fino al campionato europeo 2008. Durante il campionato mondiale 2010 ha collaborato con Günther Jauch per la rete RTL.

## Carriera

### Giocatore
Introdotto al calcio dal padre, tifoso dello Stoccarda, da bambino, inizia a giocare a calcio nelle file dell'SV Glatten, per poi passare al TuS Ergenzingen e in seguito all'1. FC Pforzheim.
Durante gli anni adolescenziali milita nei settori giovanili di tre squadre di Francoforte sul Meno, l'Eintracht Francoforte II, il Viktoria Sindlingen e il Rot-Weiss Frankfurt. Abbina all'attività di calciatore numerosi lavori, come quello di commesso in un negozio di videonoleggio e operaio scaricatore. Nel 1988, mentre frequenta l'Università Goethe di Francoforte e milita nell'Eintracht Frankfurt come non professionista, allena il Frankfurt D-Juniors.
Nell'estate del 1990 è ingaggiato dal Magonza, dove rimane per undici anni, divenendo un idolo dei tifosi. Inizia a giocare come difensore nel 1995, anno in cui si diploma in Scienza dello sport all'Università Goethe di Francoforte. Klopp ha giocato 325 partite con la maglia del Magonza (Mainz) dal 1990 al 2001, segnando 56 gol, di cui 52 in campionato (quando si ritira è il miglior marcatore nella storia del club). Dopo aver giocato come attaccante, è convertito a difensore nella stagione 1995-1996.

### Allenatore

#### Magonza
Ha cominciato la stagione calcistica 2000-2001 come giocatore del Magonza, poi il 28 febbraio 2001 è stato scelto dalla società per sostituire il tecnico appena esonerato. Con i biancorossi ha raggiunto la qualificazione alla Coppa UEFA nella stagione 2005-2006, ma il club tedesco è stato eliminato nel turno di play-off dal Siviglia, squadra che avrebbe poi vinto la manifestazione. Nella stagione 2006-2007 il Magonza è retrocesso in 2. Bundesliga (seconda divisione tedesca) e non è riuscito a risalire in Bundesliga nell'annata successiva.

#### Borussia Dortmund

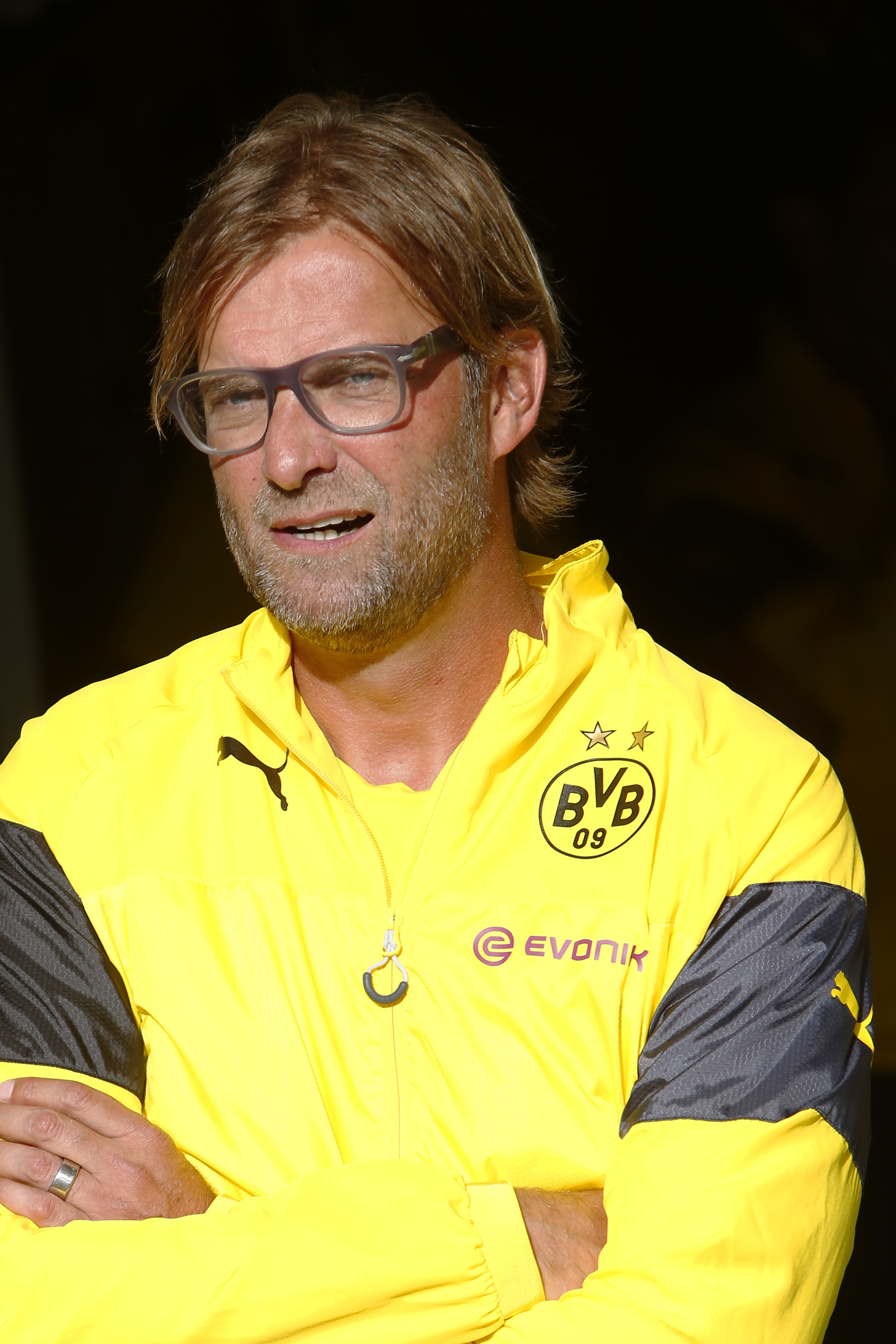
Klopp al nel 2014

Il 1º luglio 2008 viene nominato allenatore del Borussia Dortmund, con cui firma un contratto biennale; l'obiettivo dei gialloneri è quello di migliorare il 13º posto in Bundesliga ottenuto nell'annata precedente (2007-2008), sotto la guida di Thomas Doll e Klopp non delude le aspettative, concludendo il campionato al 6º posto. Nella stagione successiva la squadra migliora ulteriormente il risultato finale, giungendo al 5º posto in campionato.
Nella stagione 2010-2011 guida il Borussia alla conquista del campionato tedesco, a nove anni di distanza dall'ultima vittoria. Il 21 aprile 2012 bissa il successo dell'annata precedente, conquistando il titolo con due giornate di anticipo.
Il 25 maggio 2013 raggiunge la finale di Champions League, poi persa per 1-2 contro il Bayern Monaco. Il 27 luglio 2013 conquista la Supercoppa di Germania, battendo il Bayern Monaco per 4-2. Il 13 agosto 2014 vince il suo quinto titolo da allenatore, battendo nuovamente il Bayern Monaco (2-0) in Supercoppa di Germania al Signal Iduna Park. Il 15 aprile 2015 annuncia la decisione di lasciare il Borussia Dortmund al termine della stagione 2014-2015. La sua ultima partita con il Dortmund è la finale di Coppa di Germania, che vede il Borussia uscire sconfitto per mano del Wolfsburg (1-3).

#### Liverpool

##### 2015-2019
L'8 ottobre 2015 viene ingaggiato dagli inglesi del Liverpool per sostituire l'esonerato Brendan Rodgers, firmando un contratto triennale da sette milioni di euro all'anno; al momento del suo approdo la squadra si trova al 10º posto con 12 punti in classifica. Fa il suo esordio con i Reds il 17 ottobre, pareggiando per 0-0 sul campo del Tottenham. Alla sua prima stagione arriva in finale di League Cup, che perde ai calci di rigore contro il Manchester City. Al termine della stagione il Liverpool chiude il campionato all'8º posto, mancando la qualificazione alle competizioni europee, mentre in Europa League raggiunge la finale, dove viene però sconfitto per 1-3 dal Siviglia. 
Nella stagione successiva porta il Liverpool al 4º posto in campionato, qualificandosi ai preliminari di Champions League, mentre nelle coppe nazionali viene eliminato per mano di Southampton e Wolverhampton. 
Al terzo anno sulla panchina dei Reds, la squadra giunge in finale di UEFA Champions League per la prima volta dopo undici anni, grazie soprattutto al rendimento offensivo, che stabilisce il nuovo record di reti realizzate nella competizione considerando anche i play-off (47). Tuttavia in finale il Liverpool perde per 1-3 contro il Real Madrid, anche a causa di due errori del portiere Karius. In campionato la squadra di Klopp termina nuovamente al 4º posto.

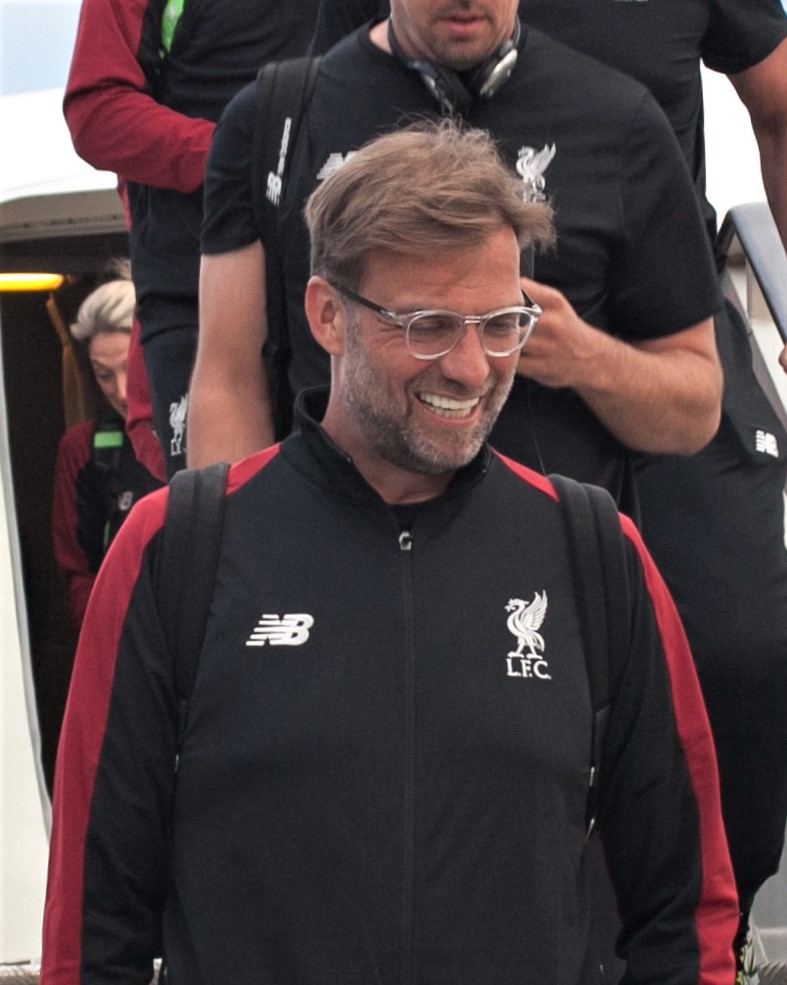
Klopp al nel 2018

Al quarto anno alla guida tecnica del Liverpool, Klopp raggiunge la finale di UEFA Champions League per la seconda volta consecutiva nonché la terza complessiva nella sua carriera da allenatore, con una clamorosa vittoria per 4-0 sul Barcellona ottenuta il 7 maggio 2019, dopo che la gara di andata era terminata 3-0 per gli spagnoli. Il 1º giugno vince il suo primo trofeo internazionale, aggiudicandosi la UEFA Champions League in finale contro il Tottenham (2-0). In campionato totalizza 97 punti, arrivando dietro al Manchester City di un solo punto.

##### 2019-2024
La quinta stagione di Klopp alla guida dei Reds comincia con la sconfitta ai tiri di rigore nella Supercoppa d'Inghilterra contro il Manchester City, dopo che i tempi regolamentari si erano conclusi sull'1-1. Il 14 agosto il tecnico tedesco vince il secondo titolo con il Liverpool, superando ai rigori il Chelsea nella gara che assegna la Supercoppa UEFA, dopo che i tempi supplementari erano terminati con il risultato di 2-2. A dicembre si aggiudica il terzo titolo alla guida del Liverpool, vincendo la Coppa del mondo per club per la prima volta nella storia del club: dopo aver battuto in semifinale il Monterrey, i Reds superano in finale il Flamengo per 1-0 ai tempi supplementari. Il 25 giugno 2020, alla ripresa della stagione dopo la sospensione a causa della pandemia di COVID-19, conduce i Reds alla vittoria della Premier League, a trent'anni di distanza dall'ultimo successo del club nella competizione.
Nella stagione seguente esce al quarto turno dalle coppe nazionali, venendo eliminato dal Manchester United in FA Cup e dall’Arsenal in Coppa di Lega, mentre in UEFA Champions League esce ai quarti per mano del Real Madrid e in campionato, grazie a una grande rimonta nell’ultimo mese, riesce ad arrivare terzo.
Nell'annata 2021-2022 Klopp guida i suoi al secondo posto in campionato, a un solo punto dal Manchester City campione, e alla finale di UEFA Champions League, dove viene sconfitto nuovamente dal Real Madrid (0-1), risultato che condanna l'allenatore tedesco, suo malgrado, a diventare l'unico allenatore nella storia, assieme a Marcello Lippi, a perdere tre finali di Champions League su un totale di quattro tentativi. Nonostante ciò, conclude la stagione vincendo sia la FA Cup sia la Coppa di Lega, in entrambi i casi ai rigori contro il Chelsea.
Inizia la stagione 2022-2023 aggiudicandosi il Community Shield, grazie alla vittoria per 3-1 sul Manchester City. Quest'annata risulta particolarmente difficile a Klopp che, dopo un inizio difficile, in Premier riesce a risalire piazzandosi al quinto posto.
Il 26 gennaio 2024, attraverso un comunicato sul proprio sito, il Liverpool annuncia la decisione di Klopp di lasciare la guida del club al termine della stagione 2023-2024, conclusa con la vittoria della Coppa di Lega contro il Chelsea e con un terzo posto finale in Premier.

### Dirigente
Il 9 ottobre 2024 viene annunciato come nuovo Head of Global Soccer, a partire dall'anno successivo, delle squadre della galassia Red Bull, ovvero RB Lipsia (Germania), Salisburgo (Austria), N.Y. Red Bulls (America), Omiya Ardija (Giappone) e Bragantino (Brasile).

## Statistiche

### Presenze e reti nei club
| Stagione        | Squadra             | Campionato      | Campionato | Campionato | Coppe nazionali | Coppe nazionali | Coppe nazionali | Coppe continentali | Coppe continentali | Coppe continentali | Altre coppe | Altre coppe | Altre coppe | Totale | Totale |
| Stagione        | Squadra             | Comp            | Pres       | Reti       | Comp            | Pres            | Reti            | Comp               | Pres               | Reti               | Comp        | Pres        | Reti        | Pres   | Reti   |
| --------------- | ------------------- | --------------- | ---------- | ---------- | --------------- | --------------- | --------------- | ------------------ | ------------------ | ------------------ | ----------- | ----------- | ----------- | ------ | ------ |
| 1989-1990       | Rot-Weiss Frankfurt | 3.L             | ?+5        | ?+0        | CG              | 1               | 0               | -                  | -                  | -                  | -           | -           | -           | 6      | 0      |
| 1990-1991       | Magonza             | 2.BL            | 33         | 10         | CG              | 0               | 0               | -                  | -                  | -                  | -           | -           | -           | 33     | 10     |
| 1991-1992       | Magonza             | 2.BL            | 32         | 8          | CG              | 1               | 0               | -                  | -                  | -                  | -           | -           | -           | 33     | 8      |
| 1992-1993       | Magonza             | 2.BL            | 41         | 3          | CG              | 2               | 1               | -                  | -                  | -                  | -           | -           | -           | 43     | 4      |
| 1993-1994       | Magonza             | 2.BL            | 34         | 7          | CG              | 1               | 1               | -                  | -                  | -                  | -           | -           | -           | 35     | 8      |
| 1994-1995       | Magonza             | 2.BL            | 33         | 7          | CG              | 3               | 1               | -                  | -                  | -                  | -           | -           | -           | 36     | 8      |
| 1995-1996       | Magonza             | 2.BL            | 29         | 2          | CG              | 2               | 0               | -                  | -                  | -                  | -           | -           | -           | 31     | 2      |
| 1996-1997       | Magonza             | 2.BL            | 24         | 3          | CG              | 0               | 0               | -                  | -                  | -                  | -           | -           | -           | 24     | 3      |
| 1997-1998       | Magonza             | 2.BL            | 31         | 4          | CG              | 1               | 1               | -                  | -                  | -                  | -           | -           | -           | 32     | 5      |
| 1998-1999       | Magonza             | 2.BL            | 29         | 4          | CG              | 1               | 0               | -                  | -                  | -                  | -           | -           | -           | 30     | 4      |
| 1999-2000       | Magonza             | 2.BL            | 30         | 4          | CG              | 3               | 0               | -                  | -                  | -                  | -           | -           | -           | 33     | 4      |
| 2000-2001       | Magonza             | 2.BL            | 9          | 0          | CG              | 1               | 0               | -                  | -                  | -                  | -           | -           | -           | 10     | 0      |
| Totale Magonza  | Totale Magonza      | Totale Magonza  | 325        | 52         |                 | 15              | 4               |                    | -                  | -                  |             | -           | -           | 340    | 56     |
| Totale carriera | Totale carriera     | Totale carriera | 330        | 52         |                 | 16              | 4               |                    | -                  | -                  |             | -           | -           | 346    | 56     |

### Statistiche da allenatore
Statistiche aggiornate al 20 maggio 2024. In grassetto le competizioni vinte.
| Stagione                 | Squadra                  | Campionato               | Campionato | Campionato | Campionato | Campionato | Coppe nazionali | Coppe nazionali | Coppe nazionali | Coppe nazionali | Coppe nazionali | Coppe continentali | Coppe continentali | Coppe continentali | Coppe continentali | Coppe continentali | Altre coppe | Altre coppe | Altre coppe | Altre coppe | Altre coppe | Totale | Totale | Totale | Totale | % Vittorie | Piazzamento |
| Stagione                 | Squadra                  | Comp                     | G          | V          | N          | P          | Comp            | G               | V               | N               | P               | Comp               | G                  | V                  | N                  | P                  | Comp        | G           | V           | N           | P           | G      | V      | N      | P      | %          | Piazzamento |
| ------------------------ | ------------------------ | ------------------------ | ---------- | ---------- | ---------- | ---------- | --------------- | --------------- | --------------- | --------------- | --------------- | ------------------ | ------------------ | ------------------ | ------------------ | ------------------ | ----------- | ----------- | ----------- | ----------- | ----------- | ------ | ------ | ------ | ------ | ---------- | ----------- |
| feb.-giu. 2001           | Magonza                  | 2.BL                     | 12         | 6          | 3          | 3          | CG              | 0               | 0               | 0               | 0               | -                  | -                  | -                  | -                  | -                  | -           | -           | -           | -           | -           | 12     | 6      | 3      | 3      | 50,00      | Sub. 14º    |
| 2001-2002                | Magonza                  | 2.BL                     | 34         | 18         | 10         | 6          | CG              | 3               | 2               | 0               | 1               | -                  | -                  | -                  | -                  | -                  | -           | -           | -           | -           | -           | 37     | 20     | 10     | 7      | 54,05      | 4º          |
| 2002-2003                | Magonza                  | 2.BL                     | 34         | 19         | 5          | 10         | CG              | 1               | 0               | 1               | 0               | -                  | -                  | -                  | -                  | -                  | -           | -           | -           | -           | -           | 35     | 19     | 6      | 10     | 54,29      | 4º          |
| 2003-2004                | Magonza                  | 2.BL                     | 34         | 13         | 15         | 6          | CG              | 1               | 0               | 1               | 0               | -                  | -                  | -                  | -                  | -                  | -           | -           | -           | -           | -           | 35     | 13     | 16     | 6      | 37,14      | 3º (prom.)  |
| 2004-2005                | Magonza                  | BL                       | 34         | 12         | 7          | 15         | CG              | 2               | 1               | 1               | 0               | -                  | -                  | -                  | -                  | -                  | -           | -           | -           | -           |             | 36     | 13     | 8      | 15     | 36,11      | 11º         |
| 2005-2006                | Magonza                  | BL                       | 34         | 9          | 11         | 14         | CG              | 4               | 1               | 2               | 1               | CU                 | 6                  | 3                  | 2                  | 1                  | -           | -           | -           | -           | -           | 44     | 13     | 15     | 16     | 29,55      | 11º         |
| 2006-2007                | Magonza                  | BL                       | 34         | 8          | 10         | 16         | CG              | 1               | 0               | 0               | 1               | -                  | -                  | -                  | -                  | -                  | -           | -           | -           | -           | -           | 35     | 8      | 10     | 17     | 22,86      | 16º (retr.) |
| 2007-2008                | Magonza                  | 2.BL                     | 34         | 16         | 10         | 8          | CG              | 2               | 1               | 0               | 1               | -                  | -                  | -                  | -                  | -                  | -           | -           | -           | -           | -           | 36     | 17     | 10     | 9      | 47,22      | 4º          |
| Totale Magonza           | Totale Magonza           | Totale Magonza           | 250        | 101        | 71         | 78         |                 | 14              | 5               | 5               | 4               |                    | 6                  | 3                  | 2                  | 1                  |             | -           | -           | -           | -           | 270    | 109    | 78     | 83     | 40,37      |             |
| 2008-2009                | Borussia Dortmund        | BL                       | 34         | 15         | 14         | 5          | CG              | 3               | 2               | 0               | 1               | CU                 | 2                  | 1                  | 0                  | 1                  | SG          | -           | -           | -           | -           | 39     | 18     | 14     | 7      | 46,15      | 6º          |
| 2009-2010                | Borussia Dortmund        | BL                       | 34         | 16         | 9          | 9          | CG              | 3               | 2               | 0               | 1               | -                  | -                  | -                  | -                  | -                  | -           | -           | -           | -           | -           | 37     | 18     | 9      | 10     | 48,65      | 5º          |
| 2010-2011                | Borussia Dortmund        | BL                       | 34         | 23         | 6          | 5          | CG              | 2               | 1               | 1               | 0               | UEL                | 8                  | 4                  | 3                  | 1                  | -           | -           | -           | -           | -           | 44     | 28     | 10     | 6      | 63,64      | 1º          |
| 2011-2012                | Borussia Dortmund        | BL                       | 34         | 25         | 6          | 3          | CG              | 6               | 5               | 1               | 0               | UCL                | 6                  | 1                  | 1                  | 4                  | SG          | 1           | 0           | 1           | 0           | 47     | 31     | 9      | 7      | 65,96      | 1º          |
| 2012-2013                | Borussia Dortmund        | BL                       | 34         | 19         | 9          | 6          | CG              | 4               | 3               | 0               | 1               | UCL                | 13                 | 7                  | 4                  | 2                  | SG          | 1           | 0           | 0           | 1           | 52     | 29     | 13     | 10     | 55,77      | 2º          |
| 2013-2014                | Borussia Dortmund        | BL                       | 34         | 22         | 5          | 7          | CG              | 6               | 5               | 0               | 1               | UCL                | 10                 | 6                  | 0                  | 4                  | SG          | 1           | 1           | 0           | 0           | 51     | 34     | 5      | 12     | 66,67      | 2º          |
| 2014-2015                | Borussia Dortmund        | BL                       | 34         | 13         | 7          | 14         | CG              | 6               | 4               | 1               | 1               | UCL                | 8                  | 4                  | 1                  | 3                  | SG          | 1           | 1           | 0           | 0           | 49     | 22     | 9      | 18     | 44,90      | 7º          |
| Totale Borussia Dortmund | Totale Borussia Dortmund | Totale Borussia Dortmund | 238        | 133        | 56         | 49         |                 | 30              | 22              | 3               | 5               |                    | 47                 | 23                 | 9                  | 15                 |             | 4           | 2           | 1           | 1           | 319    | 180    | 69     | 70     | 56,43      |             |
| ott. 2015-2016           | Liverpool                | PL                       | 30         | 13         | 9          | 8          | FACup+CdL       | 4+5             | 1+3             | 2+1             | 1+1             | UEL                | 13                 | 6                  | 5                  | 2                  | -           | -           | -           | -           | -           | 52     | 23     | 17     | 12     | 44,23      | Sub. 8º     |
| 2016-2017                | Liverpool                | PL                       | 38         | 22         | 10         | 6          | FACup+CdL       | 3+6             | 1+4             | 1+0             | 1+2             | -                  | -                  | -                  | -                  | -                  | -           | -           | -           | -           | -           | 47     | 27     | 11     | 9      | 57,45      | 4º          |
| 2017-2018                | Liverpool                | PL                       | 38         | 21         | 12         | 5          | FACup+CdL       | 2+1             | 1+0             | 0+0             | 1+1             | UCL                | 15                 | 9                  | 4                  | 2                  | -           | -           | -           | -           | -           | 56     | 31     | 16     | 9      | 55,36      | 4º          |
| 2018-2019                | Liverpool                | PL                       | 38         | 30         | 7          | 1          | FACup+CdL       | 1+1             | 0+0             | 0+0             | 1+1             | UCL                | 13                 | 8                  | 1                  | 4                  | -           | -           | -           | -           | -           | 53     | 38     | 8      | 7      | 71,70      | 2º          |
| 2019-2020                | Liverpool                | PL                       | 38         | 32         | 3          | 3          | FACup+CdL       | 4+3             | 2+1             | 1+1             | 1+1             | UCL                | 8                  | 4                  | 1                  | 3                  | CS+SU+Cmc   | 1+1+2       | 0+0+2       | 1+1+0       | 0+0+0       | 57     | 41     | 8      | 8      | 71,93      | 1º          |
| 2020-2021                | Liverpool                | PL                       | 38         | 20         | 9          | 9          | FACup+CdL       | 2+2             | 1+1             | 0+1             | 1+0             | UCL                | 10                 | 6                  | 2                  | 2                  | CS          | 1           | 0           | 1           | 0           | 53     | 28     | 13     | 12     | 52,83      | 3º          |
| 2021-2022                | Liverpool                | PL                       | 38         | 28         | 8          | 2          | FACup+CdL       | 6+6             | 5+3             | 1+3             | 0+0             | UCL                | 13                 | 10                 | 1                  | 2                  | -           | -           | -           | -           | -           | 63     | 46     | 13     | 4      | 73,02      | 2º          |
| 2022-2023                | Liverpool                | PL                       | 38         | 19         | 10         | 9          | FACup+CdL       | 3+2             | 1+0             | 1+1             | 1+1             | UCL                | 8                  | 5                  | 0                  | 3                  | CS          | 1           | 1           | 0           | 0           | 52     | 26     | 12     | 14     | 50,00      | 5°          |
| 2023-2024                | Liverpool                | PL                       | 38         | 24         | 10         | 4          | FACup+CdL       | 4+6             | 3+5             | 0+1             | 1+0             | UEL                | 10                 | 7                  | 0                  | 3                  | -           | -           | -           | -           | -           | 58     | 39     | 11     | 8      | 67,24      | 3°          |
| Totale Liverpool         | Totale Liverpool         | Totale Liverpool         | 334        | 209        | 78         | 47         |                 | 61              | 32              | 14              | 15              |                    | 90                 | 55                 | 15                 | 20                 |             | 6           | 3           | 3           | 0           | 491    | 299    | 109    | 83     | 60,90      |             |
| Totale carriera          | Totale carriera          | Totale carriera          | 822        | 443        | 205        | 174        |                 | 105             | 59              | 22              | 24              |                    | 143                | 81                 | 25                 | 37                 |             | 10          | 5           | 4           | 1           | 1 080  | 588    | 256    | 236    | 54,44      |             |

## Palmarès

### Allenatore

#### Club

##### Competizioni nazionali
- Campionato tedesco: 2

Borussia Dortmund: 2010-2011, 2011-2012
- Coppa di Germania: 1

Borussia Dortmund: 2011-2012
- Supercoppa di Germania: 2

Borussia Dortmund: 2013, 2014
- Campionato inglese: 1

Liverpool: 2019-2020
- Coppa di Lega inglese: 2

Liverpool: 2021-2022, 2023-2024
- Coppa d'Inghilterra: 1

Liverpool: 2021-2022
- Community Shield: 1

Liverpool: 2022

##### Competizioni internazionali
- UEFA Champions League: 1

Liverpool: 2018-2019
- Supercoppa UEFA: 1

Liverpool: 2019
- Coppa del mondo per club: 1

Liverpool: 2019

#### Individuale
- Allenatore tedesco dell'anno: 3

2011, 2012, 2019
- Premio Onze al miglior allenatore europeo dell'anno: 1

2019
- The Best FIFA Men's Coach: 2

2019, 2020
- Miglior allenatore dell'anno IFFHS: 1

2019
- Squadra dell'anno IFFHS: 1

2019
- Allenatore dell'anno World Soccer: 1

2019
- Globe Soccer Awards: 1

Migliore allenatore dell'anno: 2019
- Hall of Fame della LMA: 1

2019
- FA Premier League Manager of the Year: 2

2019-2020, 2021-2022